# Колін Лонг (тенісист)
Колін Лонг (англ. Colin Long; 23 березня 1918 — 8 листопада 2009) — колишній австралійський тенісист.
Перемагав на турнірах Великого шолома в змішаному парному розряді.

## Фінали турнірів Великого шолома

### Парний розряд: 2 (2 поразки)
| Результат | Рік  | Турнір              | Покриття | Партнер       | Суперники                 | Рахунок                 |
| --------- | ---- | ------------------- | -------- | ------------- | ------------------------- | ----------------------- |
| Поразка   | 1939 | Чемпіонат Австралії | Трава    | Дон Тернбулл  | Джон Бромвіч Адріан Квіст | 4–6, 5–7, 2–6           |
| Поразка   | 1948 | Чемпіонат Австралії | Трава    | Френк Седжмен | Джон Бромвіч Адріан Квіст | 6–1, 8–6, 7–9, 3–6, 6–8 |

### Мікст: 6 (4–2)
| Результат | Рік  | Турнір               | Покриття | Партнер           | Суперники                     | Рахунок       |
| --------- | ---- | -------------------- | -------- | ----------------- | ----------------------------- | ------------- |
| Поразка   | 1938 | Чемпіонат Австралії  | Трава    | Ненсі Вінн-Болтон | Марґарет Вілсон Джон Бромвіч  | 3–6, 2–6      |
| Перемога  | 1940 | Чемпіонат Австралії  | Трава    | Ненсі Вінн-Болтон | Нелл Голл-Гопман Геррі Гопмен | 7–5, 2–6, 6–4 |
| Перемога  | 1946 | Чемпіонат Австралії  | Трава    | Ненсі Вінн-Болтон | Джойс Фітч Джон Бромвіч       | 6–0, 6–4      |
| Поразка   | 1947 | Вімблдонський турнір | Трава    | Ненсі Вінн-Болтон | Луїз Браф Джон Бромвіч        | 6–1, 4–6, 2–6 |
| Перемога  | 1947 | Чемпіонат Австралії  | Трава    | Ненсі Вінн-Болтон | Джойс Фітч Джон Бромвіч       | 6–3, 6–3      |
| Перемога  | 1948 | Чемпіонат Австралії  | Трава    | Ненсі Вінн-Болтон | Телма Койн-Лонґ Білл Сідвелл  | 7–5, 4–6, 8–6 |